# Johann Dominik Fiorillo
Johann Dominik Fiorillo, född 13 oktober 1748, död 10 september 1821, var en tysk målare och konsthistoriker, bror till Federigo Fiorillo.
Fiorillo var teckningslärare och senare professor i filosofi i Göttingen. Som målare ägnade sig Fiorillo främst åt figurmåleri i Pompeo Batonis stil. Sin största insats gjorde han genom ett omfattande konsthistoriskt författarskap, bland annat utgav han Geschichte der zeichnenden Künste von ihrer Wiederauflebung bis auf die neuesten Zeiten (fem band, 1798–1808).